# Ulica 3 Maja w Bielsku-Białej
Ulica 3 Maja – jedna z głównych ulic w centrum Bielska-Białej. Ma długość 800 m i biegnie południkowo od placu Bolesława Chrobrego do dworca kolejowego Bielsko-Biała Główna, gdzie kończy się skrzyżowaniem z ulicami Piastowską i Warszawską. Na całej długości ma dwa pasy ruchu w każdą stronę (w rejonie skrzyżowań więcej), nieoddzielone pasem zieleni.
Została wytyczona w 1889 jako droga łącząca centrum miasta z nowym dworcem kolejowym. Stała się główną arterią wówczas gwałtownie się rozwijającego Dolnego Przedmieścia. W czasach austro-węgierskich nosiła nazwę Franz-Josef-Straße, a w okresie PRL – Włodzimierza Lenina i Armii Czerwonej. Większość zabudowy ulicy pochodzi sprzed 1918, należy do niej m.in. zespół kamienic mieszczańskich projektu Carla Korna, willa Theodora Sixta i hotel President.

## Historia
Początkowy odcinek dzisiejszej ulicy 3 Maja, do wysokości kamienicy nr 7, wytyczony został jako Tunnelstraße przy okazji budowy tunelu kolejowego w 1877. Pozostała część powstała w 1889 jako nowa droga dojazdowa (Neue Zufahrtstraße) do nowego dworca kolejowego (dziś Bielsko-Biała Główna), który oddano do użytku rok później, w miejscu już istniejącej nieutwardzonej ścieżki. Stary dworzec znajdował się około 200 m na południe i prowadziła do niego dzisiejsza ulica Barlickiego (wówczas Bahnstraße).
Budowa dworca na północnych obrzeżach miasta pociągnęła za sobą rozwój w tym kierunku Dolnego Przedmieścia – największego z historycznych bielskich przedmieść, na które w II połowie XIX wieku przenosiło się ze Starego Miasta życie gospodarcze i kulturalne Bielska. Neue Zufahrtstraße stała się główną arterią nowej części dzielnicy, reprezentacyjnym bulwarem miejskim. Max Fabiani w opublikowanym w 1899 planie regulacji urbanistycznej Bielska podkreślił znaczenie tejże ulicy jako głównej osi miasta. W 1898, z okazji pięćdzięsiociolecia panowania Franciszka Józefa I, przemianowano ją na Franz-Josef-Straße.

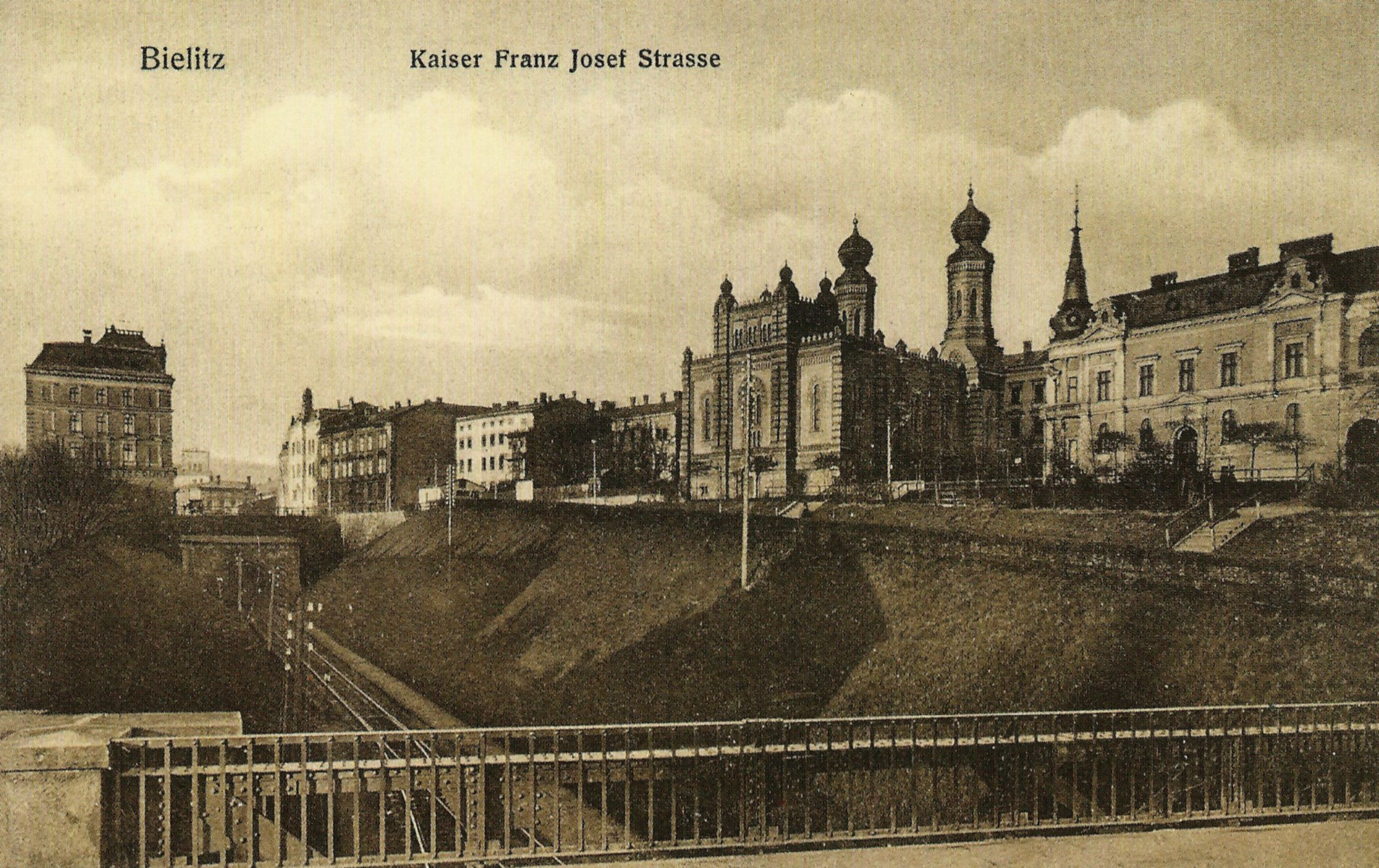
Widok na Franz-Josef-Straße i synagogę z perspektywy Dammstraße (Wałowej), około 1905

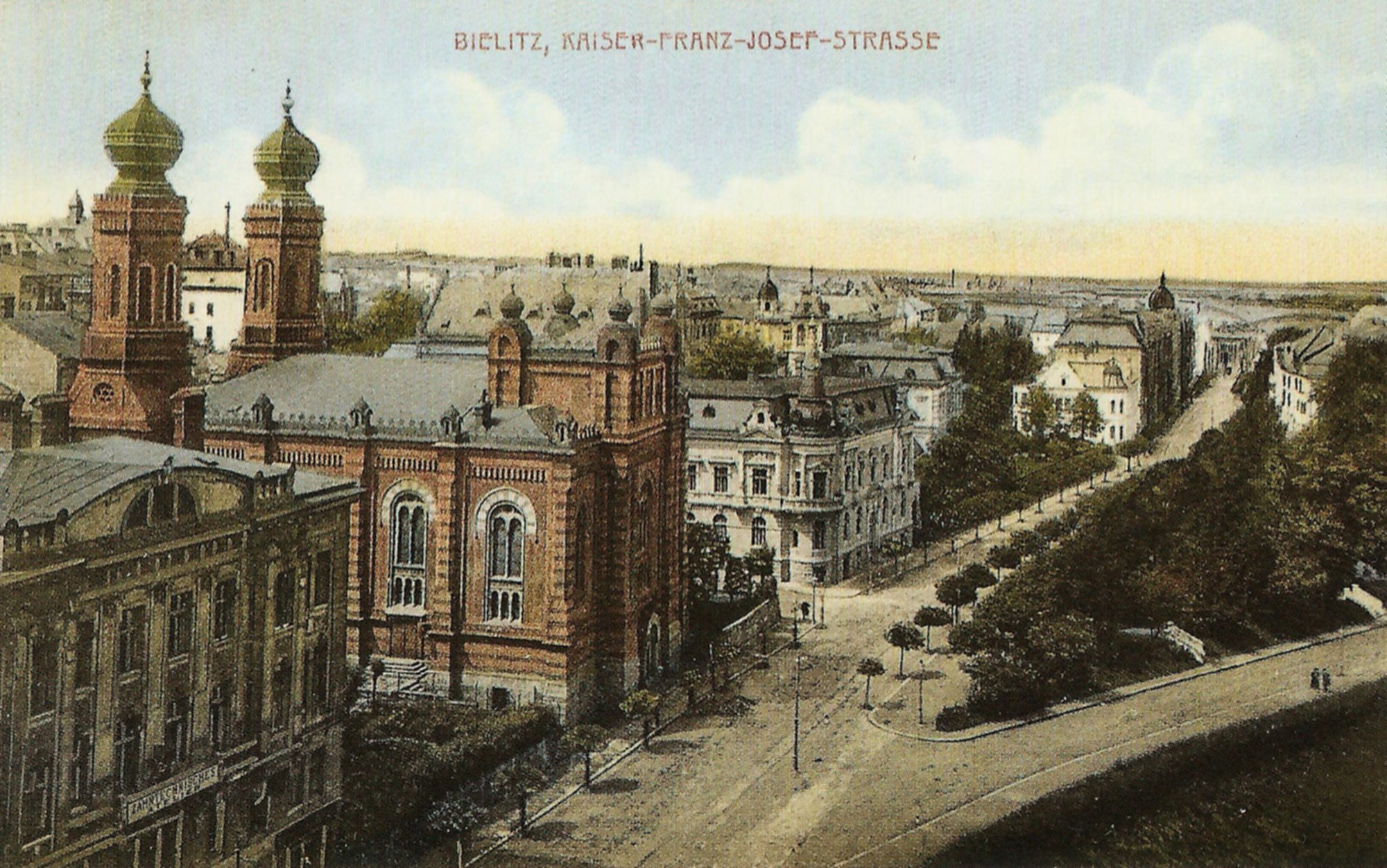
Widok na Franz-Josef-Straße wraz z synagogą z hotelu Kaiserhof, około 1914

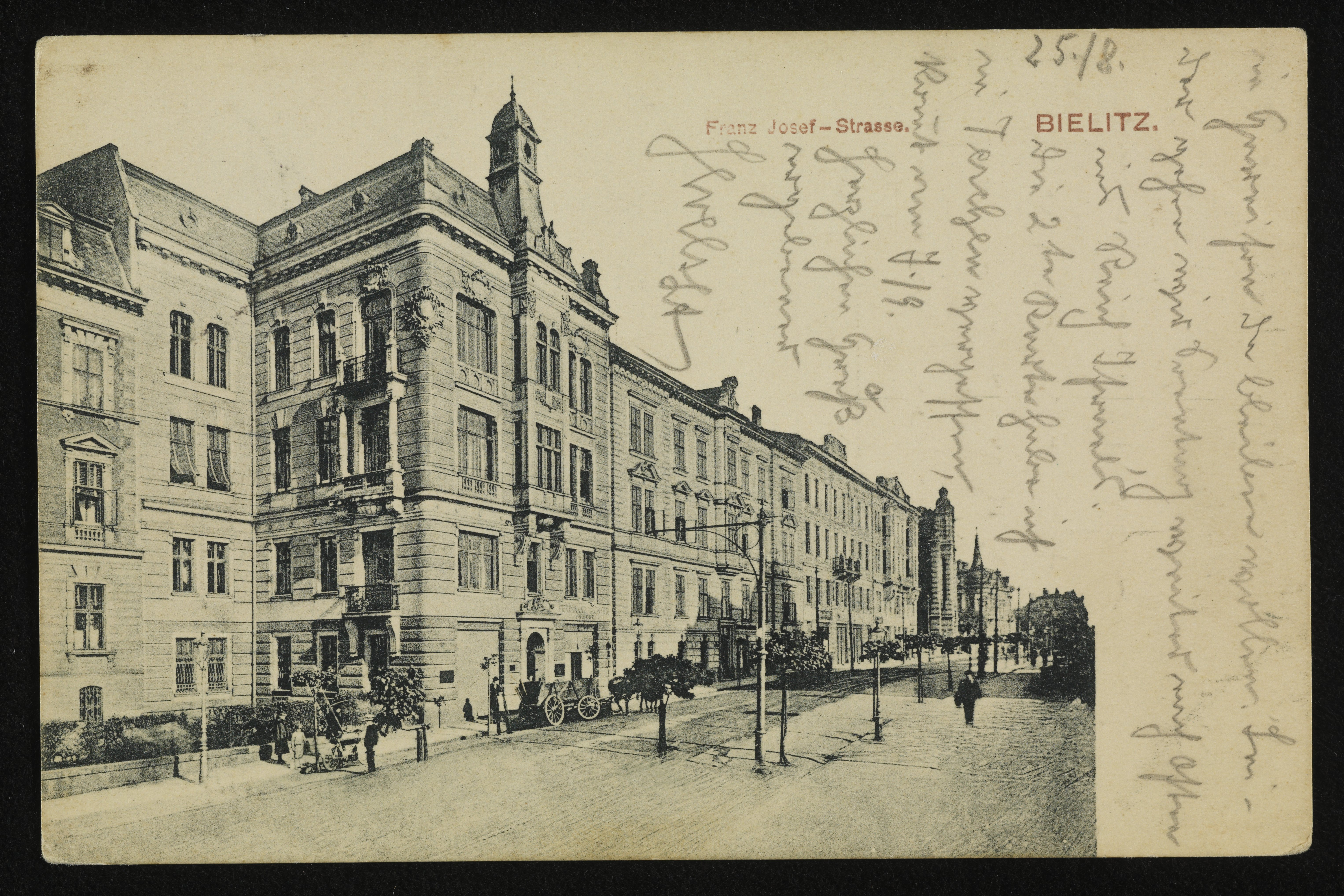
Zachodnia pierzeja około 1915

Zachodnia strona ulicy została w ciągu kilkunastu lat zabudowana okazałymi trzypiętrowymi kamienicami, należącymi najczęściej do bielskich fabrykantów. Ich architektura reprezentuje typowe stylu neobarokowy, neorenesansowy czy secesyjny. Najwięcej z nich zaprojektował Carl Korn. Inne znaczące budowle powstałe w tym okresie przy Franz-Josef-Straße to hotel Kaiserhof (dziś President) i willa Theodora Sixta, a także gmach Komunalnej Kasa Oszczędności zwany dziś od nazwy restauracji kamienicą Patria (przy placu Bolesława Chrobrego, jednak według numeracji 3 Maja 2). Już wcześniej, w 1881, powstała pomiędzy dzisiejszymi ulica 3 Maja i Mickiewicza (wówczas Elisabethstraße) bielska synagoga, również projektu Carla Korna. Korn i inni architekci czerpali inspiracje z Wiednia, stąd wzięło się określenie Mały Wiedeń, do dziś stosowane w odniesieniu do Dolnego Przedmieścia, a także całego miasta.

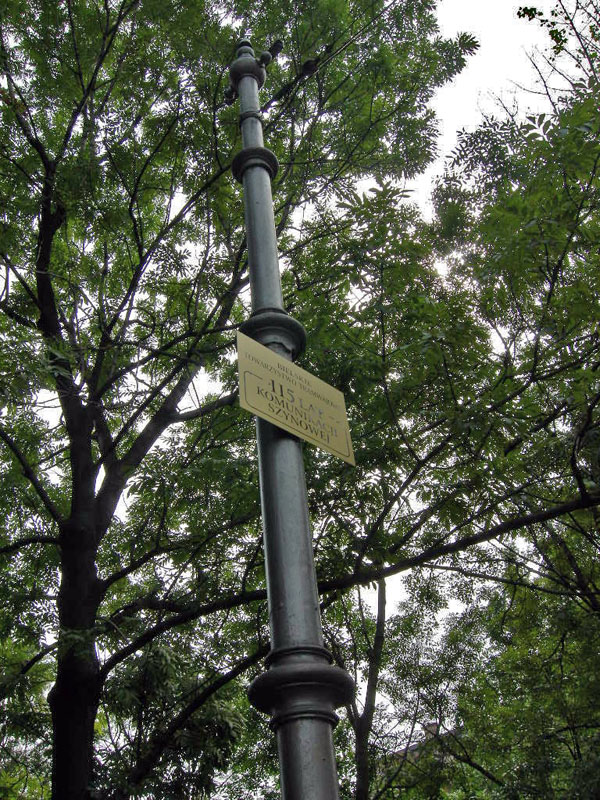
Pamiątkowy słup tramwajowy

W 1895 uruchomiono w Bielsku linię tramwaju elektrycznego, której trasa biegła m.in. przez Franz-Josef-Straße. Znajdowały się tu trzy przystanki: przy dworcu kolejowym, u wylotu dzisiejszej ulicy Dąbrowskiego (Haasestraße) i przy hotelu Kaiserhof.
W 1909 z inicjatywy Komunalnej Kasy Oszczędności do jej neobarokowego gmachu dobudowano od północy kompleks mieszkalno-biurowy z pasażem handlowym w formie ulicy, noszącej dziś nazwę Przechód i połączonej przejściem podziemnym z placem Chrobrego. W latach 1912–1913 przy wlocie ulicy Wałowej powstały Domy Kolejarskie – dwie połączone ze sobą kamienice mieszczące mieszkania dla pracowników kolei. Niezabudowany fragment między dzisiejszymi ulicami 3 Maja, Zamenhofa i Wałową (Dammstraße) służył od początku jako niewielki miejski park (obecnie Skwer Esperanto).

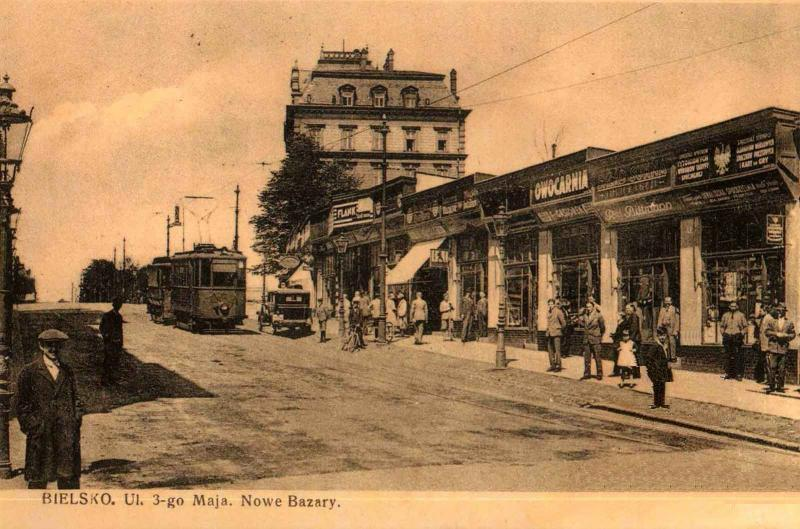
Ulica 3 Maja w okresie międzywojennej, po prawej Nowe Bazary, w głębi Hotel Prezydent

Po włączeniu Bielska w granice Polski w 1920 Franz-Josef Straße przemianowano na: 3 Maja na odcinku od placu Chrobrego do ulicy Dąbrowskiego oraz Legionów w dalszej części aż do dworca. W 1922 nazwę hotelu Kaiserhof zmieniono na Prezydent dla uczczenia Gabriela Narutowicza. Na placu przed hotelem planowano postawić pomnik pierwszego prezydenta II RP, jednak wskutek sprzeciwu władz miejskich ostatecznie wzniesiono go na Żywieckim Przedmieściu. W tym samym okresie pomiędzy kompleksem mieszkalno-biurowym przy Komunalnej Kasy Oszczędności a hotele Prezydent zbudowano ciąg sklepów zwany Małym Pasażem czy Nowymi Bazarami (w analogii do Bazarów Zamkowych). W 1927 na ulicę 3 Maja wyjechały pierwsze miejskie autobusy, a w latach 30. skwer przy skrzyżowaniu z ulicą Matejki zabudowano trzema kamienicami w stylu funkcjonalizmu, natomiast w sąsiedztwie synagogi powstał żydowski dom kultury im. Chaima Nachmanna Bialika.

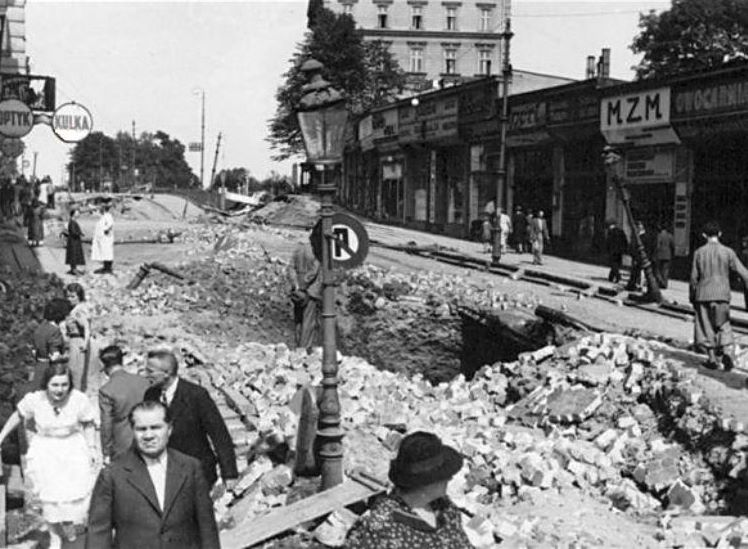
Skutki wysadzenia tunelu kolejowego, wrzesień 1939

3 września 1939 polscy saperzy wysadzili tunel kolejowy, w wyniku czego około 150-metrowy odcinek ulicy został zniszczony (szczęśliwie bez uszkodzenia jakichkolwiek budynków). Odbudowa trwała do lipca 1940, przy czym komunikację tramwajowa uruchomiono na nowo dopiero w listopadzie. Nazwa ulicy uległa zmianie na Adolf-Hitler-Straße. 13 września 1939 wysadzono w powietrze synagogę.
Po II wojnie światowej zmieniono nazwę ulicy na odcinku od placu Chrobrego do ulicy Dąbrowskiego na Włodzimierza Lenina, a pozostały odcinek stał się częścią ulicy Armii Czerwonej. Żydowski dom kultury przebudowano w latach 40. na gmach teatralny, w którym siedzibę znalazł Teatr Lalek Banialuka.
Największe zmiany w architekturze zaszły w latach 60. XX wieku. Zburzywszy kamienicę przy ulicy Barlickiego 7, poszerzono schody łączące ówczesną ulicę Lenina z Dzierżyńskiego (dziś 11 Listopada). Schody te miały status ulicy, nazywane kolejno Pasażem Lindnera, Stiegendurchgang, Pasażem Jagiellonów i w końcu Przechodem Schodowym. W miejscu Małego Pasażu (pomiędzy ulicą Przechód a Przechodem Schodowym) powstał pawilon handlowy Miejskiego Handlu Detalicznego, jeden z tzw. blaszaków, natomiast do hotelu Prezydent dobudowano pawilon handlowo-wystawowy Dom Technika. Nieco wcześniej, w 1954, przy późniejszym Domu Technika odsłonięto pomnik–fontannę warszawskiej Syrenki dłuta Ryszarda Sroczyńskiego, ufundowany przez Społeczny Fundusz Odbudowy Stolicy w podzięce za wkład bielszczan w odbudowę Warszawy. W miejscu synagogi powstał Pawilon Plastyka – modernistyczny budynek, mieszczący od 1975 galerię Biura Wystaw Artystycznych.
W 1971 zlikwidowano bielską sieć tramwajową. Tory i sieć trakcyjna zniknęły z krajobrazu ulicy, a jedyną pamiątką po tramwajach jest dziś pamiątkowy słup trakcyjny przy skrzyżowaniu z ulicą Zamenhofa. Rok później rozpoczęto przebijanie przez Bielsko-Białą trasy szybkiego ruchu z Katowic do Szczyrku, której częścią były ówczesne ulice Lenina i Armii Czerwonej. Poczyniono w tym celu wiele wyburzeń na trasie budowanej arterii, jednak na omawianym odcinku, dość szerokim już w XIX wieku, udało się zabudowę zachować w całości.
W 1990 powrócono do przedwojennej nazwy ulicy – 3 Maja, do której dołączono także odcinek przedwojennej Legionów i powojennej Armii Czerwonej od ulicy Dąbrowskiego do dworca kolejowego. Do roku 2015 stanowiła część drogi wojewódzkiej nr 942, łączącej Bielsko-Białą ze Szczyrkiem i Wisłą.
Na początku XXI wieku przystąpiono do rewitalizacji obszarów zabytkowych w Bielsku-Białej. Spośród budynków przy ulicy 3 Maja renowacji doczekał się już Dworzec Główny, Willa Theodora Sixta, hotel Prezydent noszący od 2008 nazwę President oraz spora część kamienic.

## Przebieg

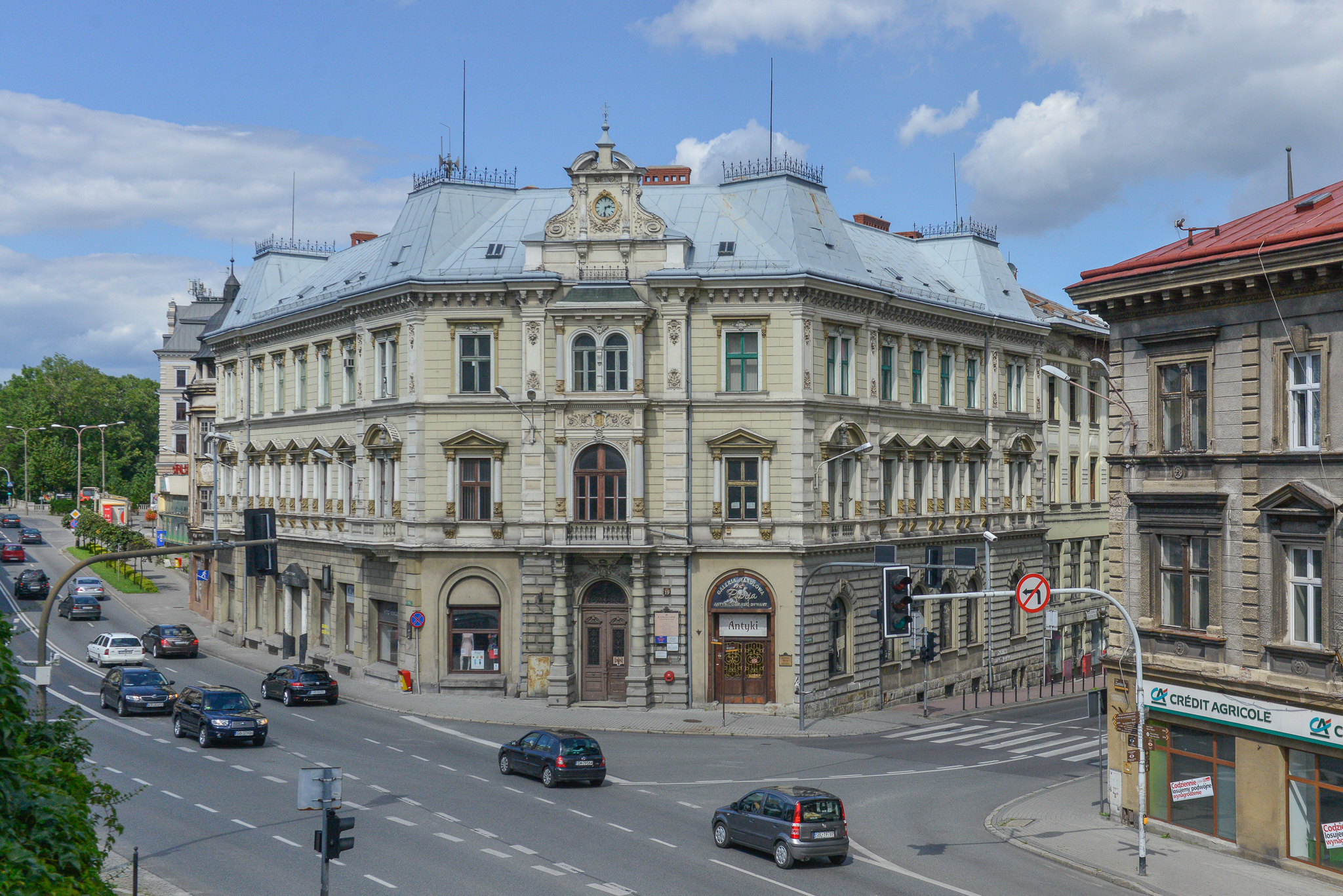
Skrzyżowanie ul. Zamkowej, Wzgórze i 3 Maja – początek ulicy

Ulica 3 Maja rozpoczyna się na placu Bolesława Chrobrego, stanowiącym najważniejszy plac historycznego Dolnego Przedmieścia i często uznawanym za centralny plac całego miasta. Oficjalnie początek ulicy stanowi, znajdujące się w południowo-zachodniej jego części, skrzyżowanie z ul. Zamkową, która jest przedłużeniem 3 Maja w kierunku południowym, i prostopadłą ul. Wzgórze. Według numeracji częścią ulicy jest cała wschodnia pierzeja pl. Chrobrego.
50 m dalej, zaraz za kamienicą Patria, do ul. 3 Maja dochodzi Przechód – mający status ulicy pasaż handlowy, który też poprzez przejście podziemne połączenie z pl. Chrobrego. Za pawilonem handlowym PSS Społem (130 m) po wschodniej stronie ulicy znajduje się niewielki plac z przystankiem autobusowym, od którego w kierunku wschodnim odchodzi Przechód Schodowy – schody łączące ul. 3 Maja z ulicami Barlickiego i 11 Listopada, głównym miejskim deptakiem. W północnej części placu (200 m) jest przejście dla pieszych z sygnalizacją świetlną.
Za nim w kierunku północno-wschodnim odchodzi jednokierunkowa (tylko zjazd z 3 Maja) ul. Zamenhofa (250 m). Skrzyżowanie to stanowi początek Parku Esperanto – skweru kończącego się wlotem (z południowego wschodu) ul. Wałowej (480 m). Na wysokości parku (300 m) zaczyna się ul. Sienkiewicza – pierwsza zachodnia przecznica. Kolejnymi są: ul. Dąbrowskiego (420 m), ul. Sixta (570 m) i wyłączona z ruchu kołowego ul. Matejki (675 m). Prawie całą wschodnią stronę ulicy na odcinku od Wałowej do końca zajmuje przystanek MZK: 3 Maja / Dworzec.
Ulica 3 Maja kończy się (800 m) skrzyżowaniem z ul. Warszawską, będącą jej przedłużeniem na północ, oraz odchodzącą w kierunku zachodnim ul. Piastowską. Skrzyżowanie to jest częścią bezimiennego placu z dworcem kolejowym Bielsko-Biała Główna jako centralną budowlą (plac dworcowy).
Na całej długości ul. 3 Maja ma dwa pasy ruchu w każdą stronę (w rejonie skrzyżowań więcej), nieoddzielone pasem zieleni.

## Zabudowa

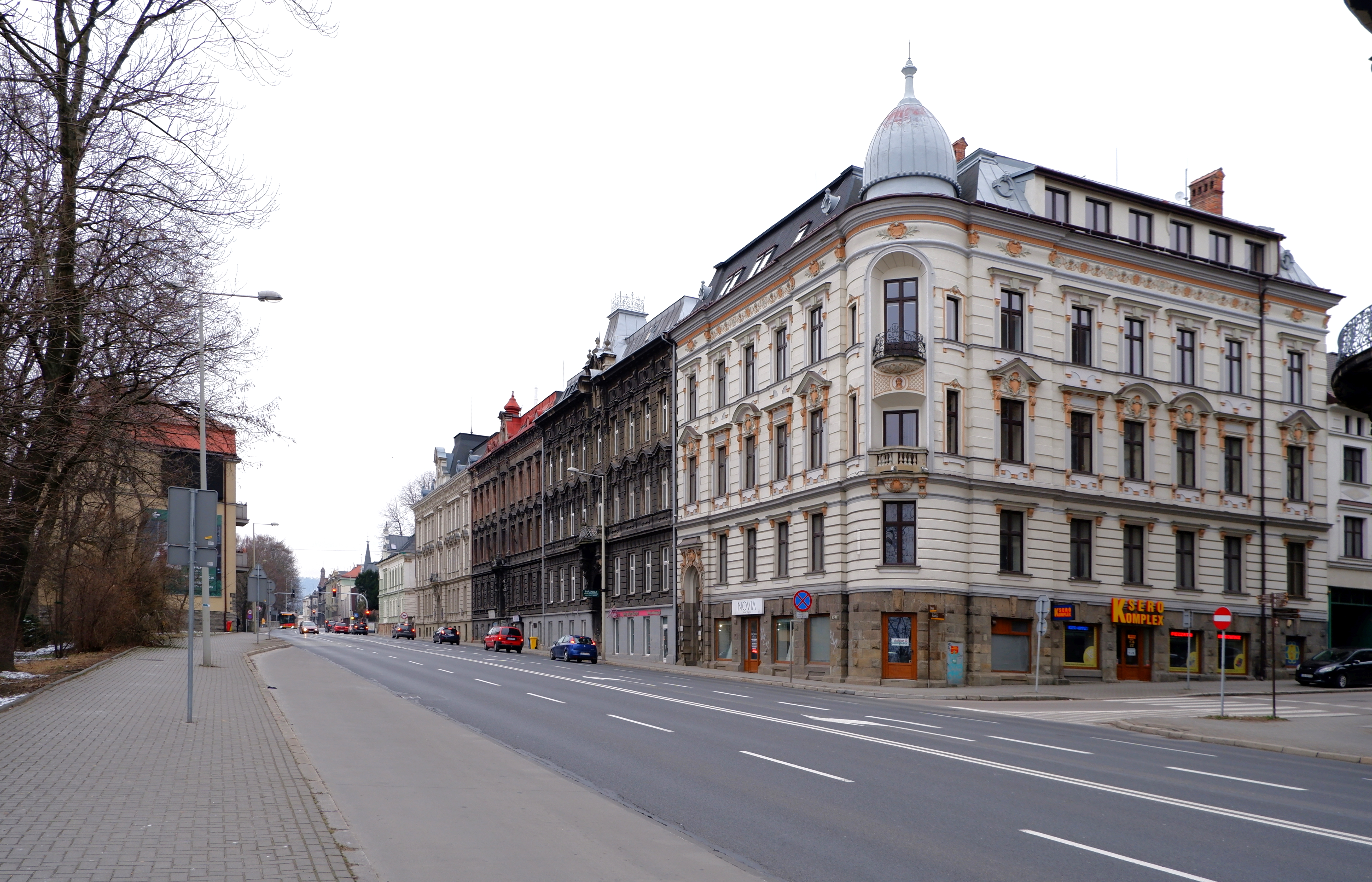
Pierzeja zachodnia, na pierwszym planie kamienica nr 25

Zabudowę zachodniej strony ulicy 3 Maja w przeważającej części stanowią, niegdyś należące głównie do fabrykantów, trzypiętrowe kamienice z lat 1890–1913 reprezentujące przede wszystkim neobarok, neorenesans i secesję.
Wschodnia strona ulicy jest ściśle zabudowana tylko do Przechodu Schodowego. W dalszej części jedynym budynkiem są Domy Kolejarskie przy wlocie ulicy Wałowej, natomiast pozostały obszar jest zadrzewiony. Spowodowane jest to istnieniem wysokiej skarpy opadającej ku linii kolejowej z Bielska-Białej do Żywca. Trójkątny obszar między ulicami 3 Maja, Zamenhofa i Wałową zajmuje Park Esperanto.
Budynki przy ulicy 3 Maja powstałe przed 1918, podobnie jak na całym Dolnym Przedmieściu, są inspirowane architekturą Wiednia. Duża część zabytkowych budowli jest dziełem Carla Korna, stąd też ulica nazywana jest czasem aleją lub promenadą Korna.

### Kamienice

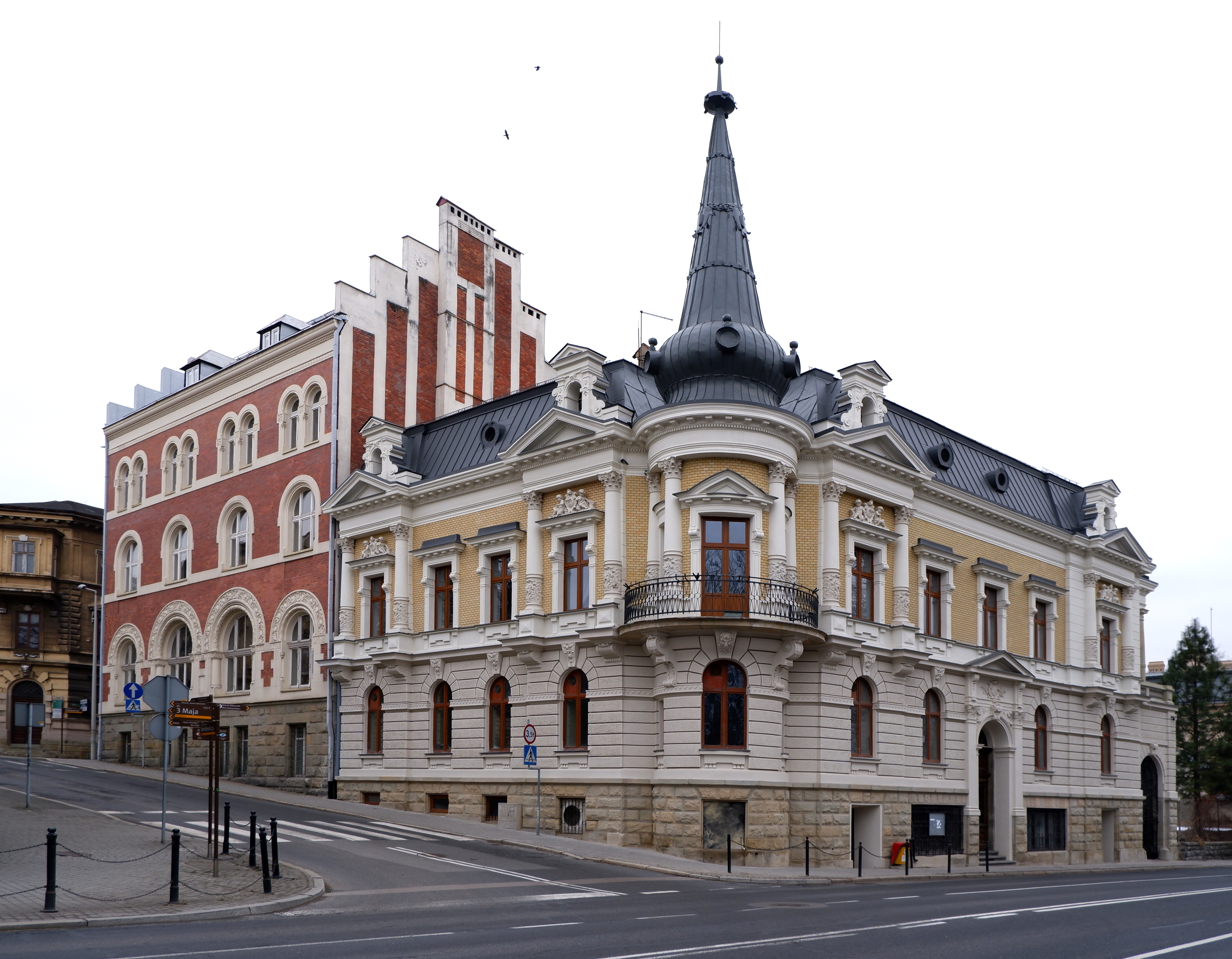
Kamienica nr 13

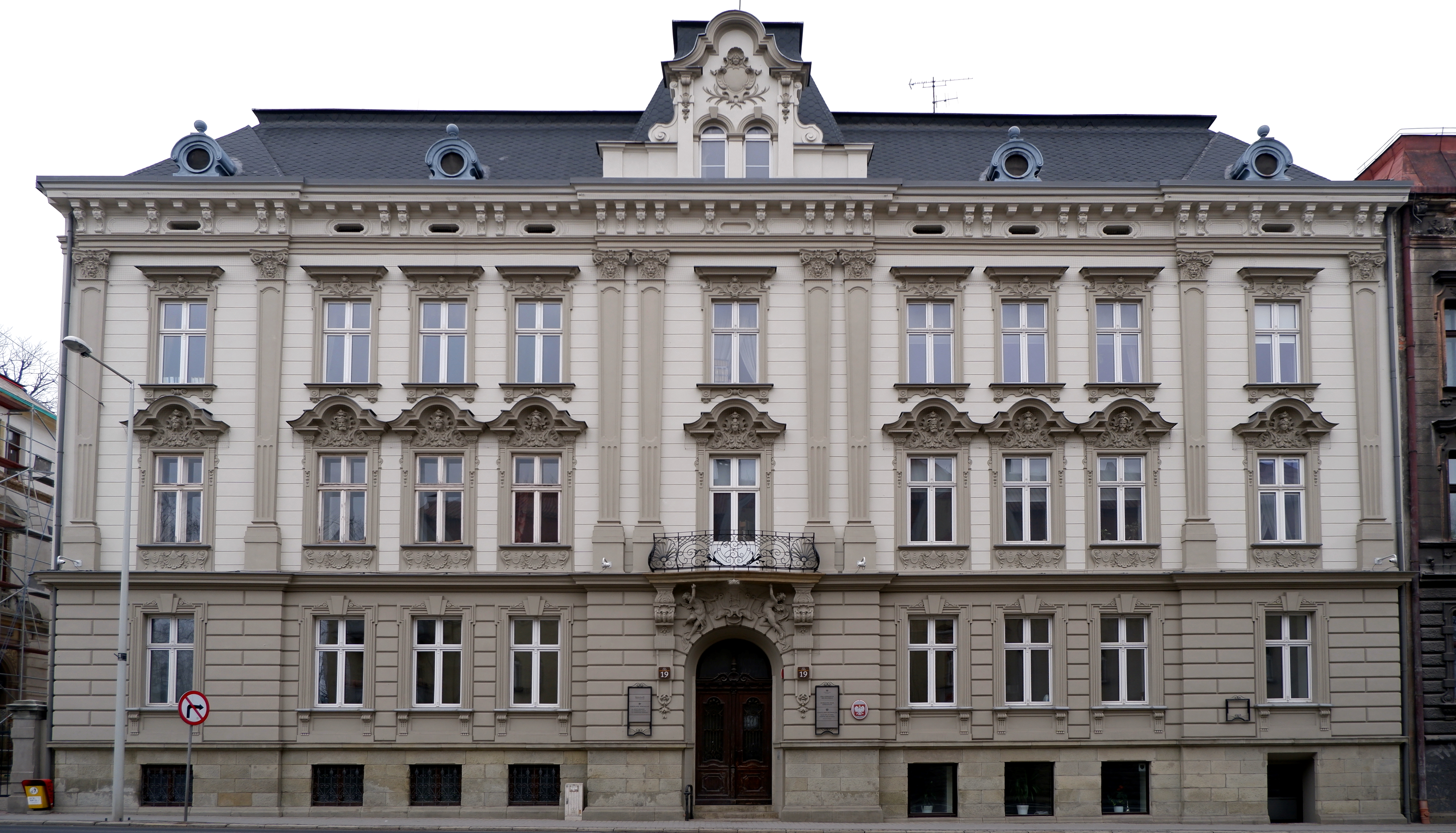
Kamienica nr 19

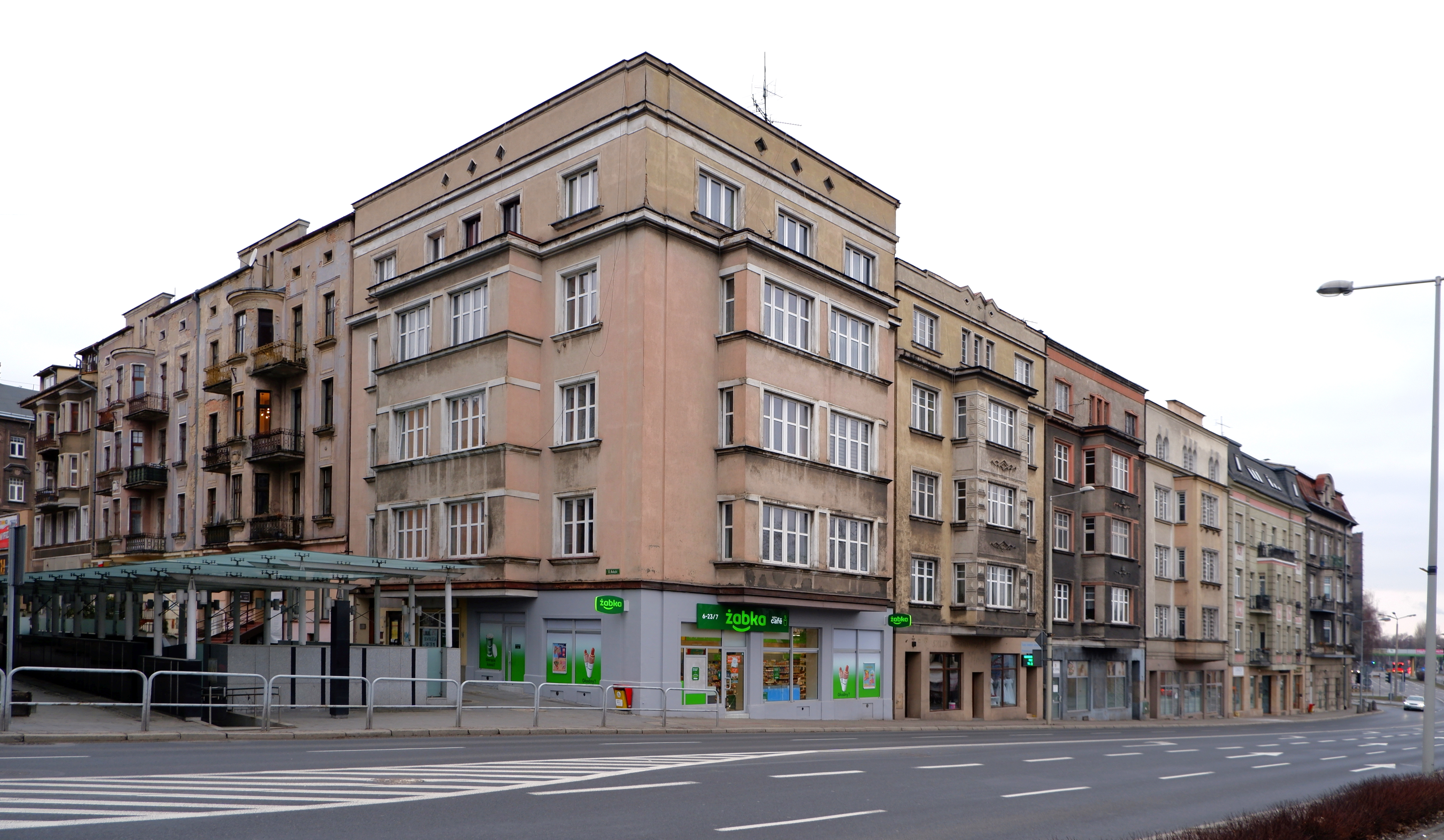
Kamienice nr 31–39

Nazwy odnoszą się do pierwszych właścicieli, inicjatorów budowy danej kamienicy
- nr 1 – kamienica Hermanna Lindnera, 1883, proj. Ernst Lindner
- nr 1a – kamienica Lindnerów, 1904, proj. Ernst Lindner i Theodor Schreier
- nr 3 – kamienica Karla Traugotta Förstera, 1898, proj. Carl Korn
- nr 5 – kamienica Grety Fischer, 1901, proj. Carl Korn; mieści się tu zarząd okręgowy Związku Kombatantów RP i Byłych Więźniów Politycznych, na fasadzie tablica upamiętniająca Komitet Obywatelski „Solidarność” mający tu swoją siedzibą w 1989
- nr 7 – kamienica Wilhelma Münza, 1889, proj. Carl Korn; mieści tu się siedziba Gminy Wyznaniowej Żydowskiej w Bielsku-Białej, a część pomieszczeń została w latach 90. zaadaptowana na żydowski dom modlitwy
- nr 9, nr 9a – kamienice Johanna Scholza, 1903, proj. Carl Korn
- nr 13 – kamienica Alfreda Michla, 1895, proj. Carl Korn; obecnie siedziba Beskidzkiej Izby Rzemiosła i Przedsiębiorczości
- nr 17 – kamienica Roberta Zipsera, 1892, proj. Carl Korn; od późniejszych właścicieli znana też jako dom Josefa Panetha (1902–1913) lub dom Pollaków (od 1913)
- nr 19 – kamienica Hugo Schreibera, 1894, proj. Carl Korn
- nr 21 – kamienica Maxa Silbigera, 1895, proj. Carl Korn; od późniejszego właściciela znana też jako kamienica Adolfa Jaworka
- nr 23 – kamienica Emilii Teichmann i Bronisława Sądeckiego, 1897, proj. Carl Korn
- nr 25 – kamienica Moritza i Idy Strenger, 1896, proj. Carl Korn
- nr 27 – kamienica Michaela Neumanna, 1895, proj. Alexander Neumann; od późniejszych właścicieli znana też jako kamienica Berty Mikesch (1904–1908) lub kamienica Georga Schwabego (1908–1924); znajduje się na niej tablica poświęcona gen. Józefowi Kustroniowi, który mieszkał tu w latach 1937–1939
- nr 29 – kamienica Michaela Neumanna, 1905, proj. firmy budowlanej spadkobierców Carla Korna
- nr 31 – kamienica Karla Bachracha, 1913, proj. firmy budowlanej spadkobierców Carla Korna
- nr 31a, 33, 35 – funkcjonalistyczne kamienice z lat 1931–1932, proj. firmy budowlanej spadkobierców Carla Korna
- nr 37 – kamienica Sigmunda Schragera, 1912, proj. firmy budowlanej spadkobierców Carla Korna
- nr 39 – wybudowana dla Sigmunda Schragera jako hotel Royal (później Hotel Polski), 1912, proj. firmy budowlanej spadkobierców Carla Korna

### Pozostałe obiekty

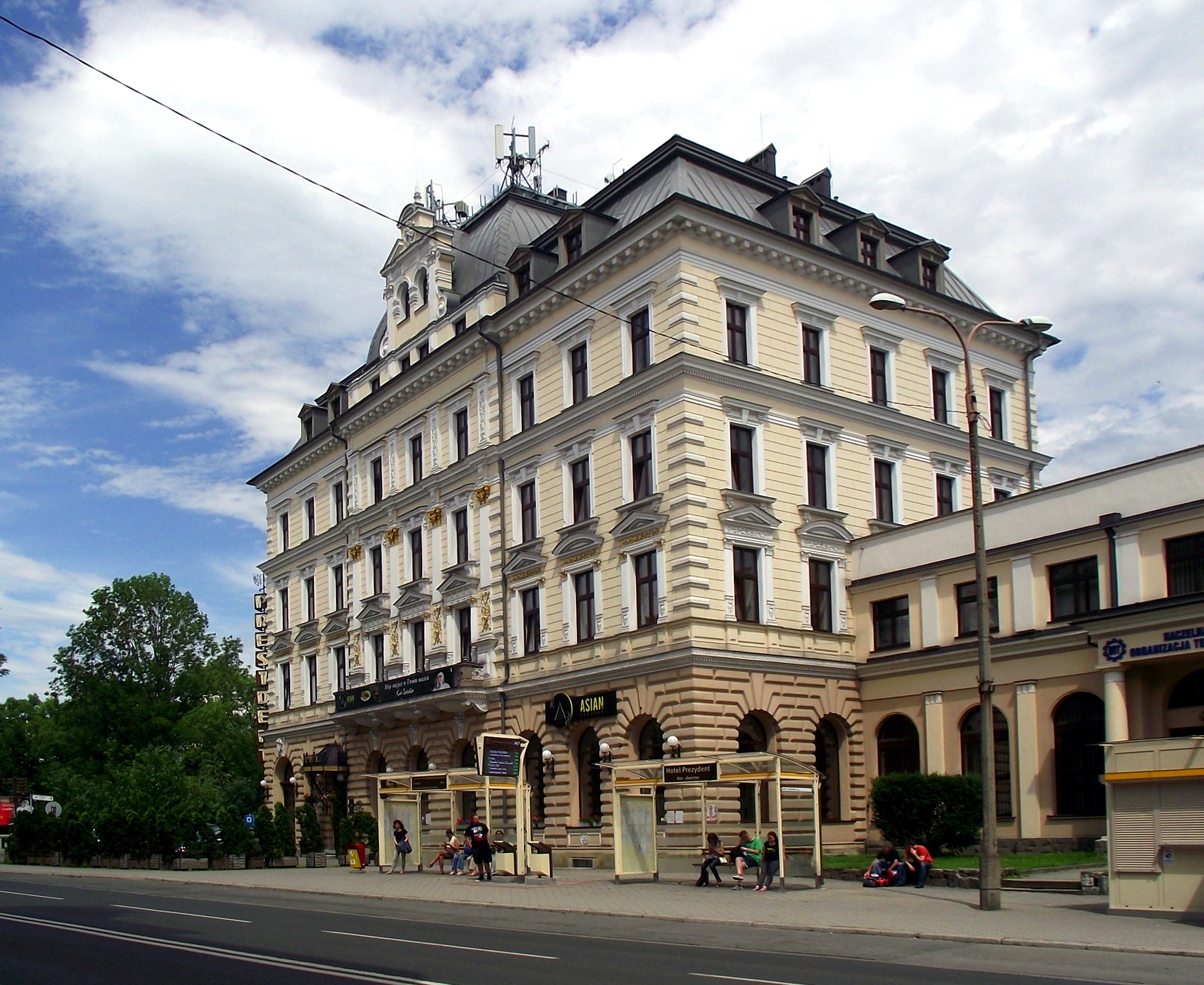
Hotel President

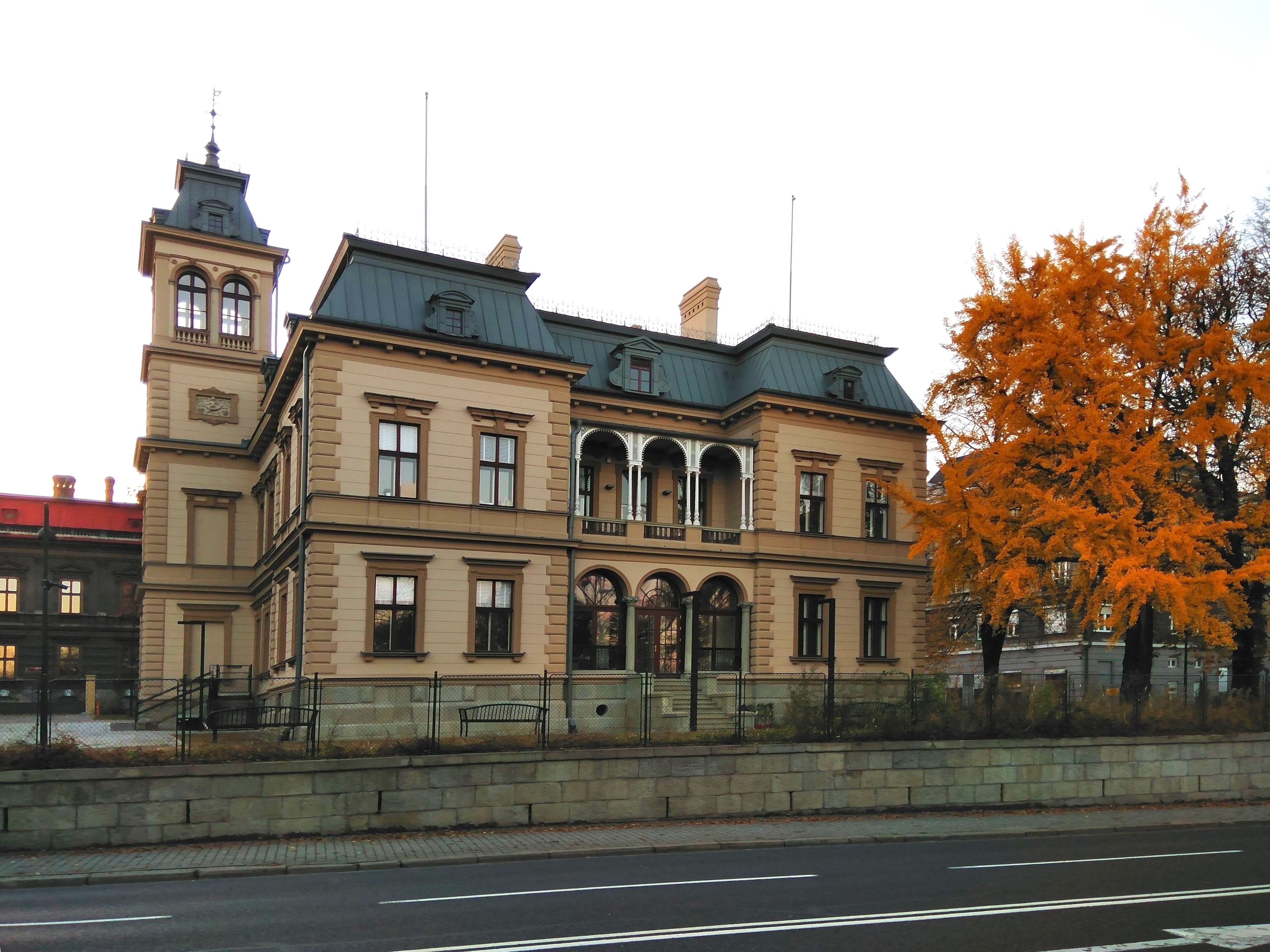
Willa Theodora Sixta

- nr 2 – kamienica Patria, dawny gmach Komunalnej Kasy Oszczędności; została zbudowana w 1889 według projektu Carla Korna i tworzy wschodnią pierzeję placu Bolesława Chrobrego; jej elewacja łączy w sobie elementy neorenesansowe i neobarokowe, natomiast wnętrze utrzymane jest w stylu neorokokowym i secesyjnym; obecnie popularna nazwa pochodzi od nazwy restauracji, która mieściła się tu w okresie powojennym
- nr 4–6 – kompleks mieszkalno-biurowy zbudowany w 1909 według projektu Hansa Mayra i Theodora Mayera; jego integralną częścią jest ul. Przechód w formie pasażu
- nr 8 – pawilon handlowy PSS Społem zbudowany w latach 60. XX wieku w miejscu tzw. Nowych Bazarów, ciągu sklepów z lat 20.;
- nr 10 – pawilon handlowo-wystawienniczy Dom Technika dobudowany w 1960 do hotelu Prezydent
- Teatr Lalek Banialuka (według numeracji: Mickiewicza 20) – dawny żydowski dom kultury im. Chaima Nachmanna Bialika wybudowany w 1934; funkcję teatru pełni od roku 1947, ściana od strony ul. 3 Maja wykończona jest w technice sgraffitowej;
- nr 11 – gmach główny Galerii Bielskiej BWA, dawny Pawilon Wystawowy Związku Polskich Artystów Plastyków wybudowany w 1960 w miejscu zniszczonej synagogi i przebudowany do obecnej postaci w 1989
- nr 12 – hotel President (wcześniej Kaiserhof i Prezydent), wybudowany w latach 1892–1893 według projektu Carla Korna w stylu neorenesansowym; w latach 1938–1962 pełnił funkcję m.in. banku, szpitala i domu kultury; obecnie hotel czterogwiazdkowy
- Willa Theodora Sixta (według numeracji: Mickiewicza 26) – neorenesansowa willa wybudowana w latach 1882–1883 według projektu Carla Korna dla przedsiębiorcy i filantropa Theodora Sixta; ma trójarkadową loggię i charakterystyczną wieżyczkę; obecnie jest drugą siedzibą Galerii Bielskiej BWA, część pomieszczeń wykorzystuje również Miejski Ośrodek Pomocy Społecznej
- nr 14–16 – Domy Kolejarskie, połączone ze sobą dwa secesyjne wielorodzinne budynki mieszkalne z 1912 dla pracowników kolei, proj. arch. Bobrowski
- Dworzec Główny (według numeracji: Warszawska 2) – największy dworzec kolejowy w Bielsku-Białej zbudowany w 1890 według projektu Karla Schulza; ma cztery perony, składa się z trzech połączonych ze sobą pawilonów i jest typowym przykładem austriackich dworców prowincjonalnych; powstał na trasie Kolei Północnej, obecnie krzyżują się tu trzy linie kolejowe: 117, 139 i 190; znajduje się na Szlaku Zabytków Techniki Województwa Śląskiego;

## Komunikacja miejska

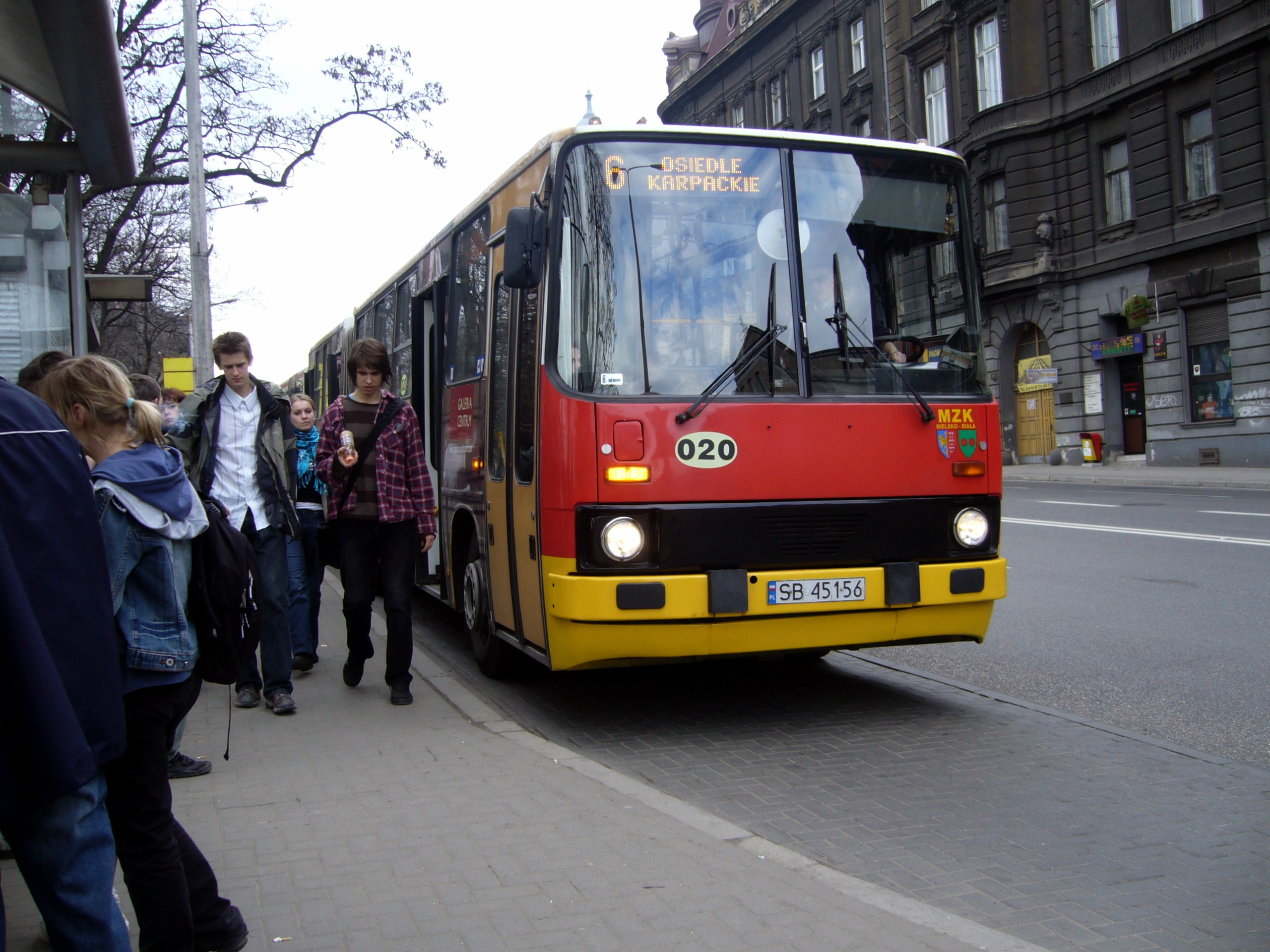
Autobus MZK na przystanku 3 Maja/Dworzec (2008)

Przez ulicę 3 Maja przebiega najwięcej linii autobusowych w mieście – 30 spośród wszystkich 43 (stan 2022). W rejonie Dworca Głównego koncentruje się cała sieć komunikacji miejskiej.
W ciągu ulicy znajdują się dwa przystanki autobusowe: 3 Maja/Dworzec (tylko w kierunku północnym) oraz Hotel Prezydent (w obu kierunkach). Obsługiwane są przez linie MZK Bielsko-Biała, a także Komunikację Beskidzką i prywatnych przewoźników, pierwszy z nich ponadto przez PKM Czechowice-Dziedzice.